# بهمن (کیانی)
کَی‌بَهْمَنْ (به اکدی: ت.ت. 'uhumani'؛ به اوستایی: 𐬬𐬊𐬵𐬎 𐬨𐬀𐬥𐬀𐬵 ت.ت. 'وُهُومَنَه') پسر اسفندیار و پدر داراب، پانزدهمین پادشاه ایران و ششمین پادشاه کیانی است که شصت سال پادشاهی کرد. وی پس از کی‌گشتاسپ و پیش از همای چهرزاد به پادشاهی رسیده است.
به روایت بهمن نامه همای دختر ملک حارث شاه مصر و همسر بهمن است، به روایت شاهنامه وی دختر و همسر بهمن است.به روایت فارس‌نامه همسر بهمن، دختری یهودی به نام راحب و از نوادگان رحبعام بن سلیمان است.
برخی از پژوهشگران (مانند: مسعودی، حمزه اصفهانی، حمدالله مستوفی و …) پادشاهی کی‌بهمن را با دورهٔ هخامنشی پیوند می‌دهند و وی را با کوروش بزرگ یکسان می‌دانند و همچنین باتوجه به‌اینکه وی دارای لقب «درازدست» است و اردشیر یکم هم دارای لقب «درازدست» است، برخی از پژوهشگران وی را با اردشیر یکم یکسان می‌دانند.
به‌سبب جنگهای فاتحانه با کشورهای دوردست، او را درازدست لقب داده‌اند که به معنای آن کسی است که دستی قوی یا بخشنده دارد. در تواریخ سنتی او را به اردشیر یکم پادشاه هخامنشی نسبت داده‌اند. بهمن با اینکه پسر اسفندیار بود امّا آیین متفاوتی با پدر و نیاکانش داشت دلیل این تغییر عقیده هم این بود که بهمن توسط رستم پرورش یافت و دین رستم با دین خاندان لهراسپ، متفاوت بود. آنچه در شاهنامه بخش پادشاهی لهراسپ مشهود است دو شخصیت حقیقی از بهمن حضور دارد همچنین از دو شخصیت حقیقی از اردشیر یاد می‌شود. برای درک تاریخ این دوره و ابهام در دودمان ایشان اشراف به این مسئله اهمیت دارد. شاهنامه به موضوع یکسانی بهمن و اردشیر تلویحاً اشاره دارد.
| ورا یافت روشن دل و یادگیر |  | ازان پس همی خواندش اردشیر |

— فردوسی

## دراوستا
نام بهمن در اوستا نیامده، ولی در دینکرد، بندهشن و بهمن یشت، او را یکی از پادشاهان کیانی نوشته‌اند. در منابع گوناگون فارسی و پهلوی و عربی نام او را به طریق وَهْمَن، بَهْمَن، اردشیر بهمن، کی‌اردشیر، کی‌بهمن نوشته‌اند و او را دراز دست خوانده‌اند و با اردشیر یکم (هخامنشی) یکی دانسته‌اند که در منابع یونانیان باستان نیز با همین لقب از او یاد شده است. تاریخ‌دانانی مانند مسعودی و طبری، مادر بهمن را از قوم اسرائیل نوشته‌اند که آسْتوریا نام داشت. بسیاری دیگر از تاریخ‌دانان همچون دینوری و ابن‌بلخی سرنگون کردن بخت النصر و بازگرداندن فرزندان اسرائیل به سرزمین‌شان را از کارهای بهمن نوشته‌اند. همچنین برخی همچون مسعودی و ابن‌بلخی نوشته‌اند که بهمن، (کوروش بزرگ) را برای این مهم گماشته بود. طبق اسناد، بهمن را نه تنها می‌توان با اردشیر یکم هخامنشی، بلکه می‌توان او را با کوروش بزرگ نیز یکی دانست. با آنکه ردپایی از هخامنشیان گاه‌وبیگاه در دوران فرمانروایی شاهان کیانی پیش از بهمن دیده می‌شود، تأثیر آنها در دوران پادشاهی بهمن، داراب و دارا نمایان می‌شود. دینکرد و بهمن‌یشت، بهمن را از بزرگ‌ترین پادشاهان مزدیسنا برشمرده‌اند، ولی در اوستا او را از شاهان کیانی برنشمرده‌اند. از این رو بهتر آن است که بهمن را آمیخته‌ای از اردشیر و کوروش برشمرد تا یک شاه کیانی. همچنین در ادبیات ایران (بهمن نامه) بهمن کیانی مانند کمبوجیه هخامنشی فاتح مصر است و با همای شاهدخت مصر ازدواج می‌کند.

## درشاهنامه

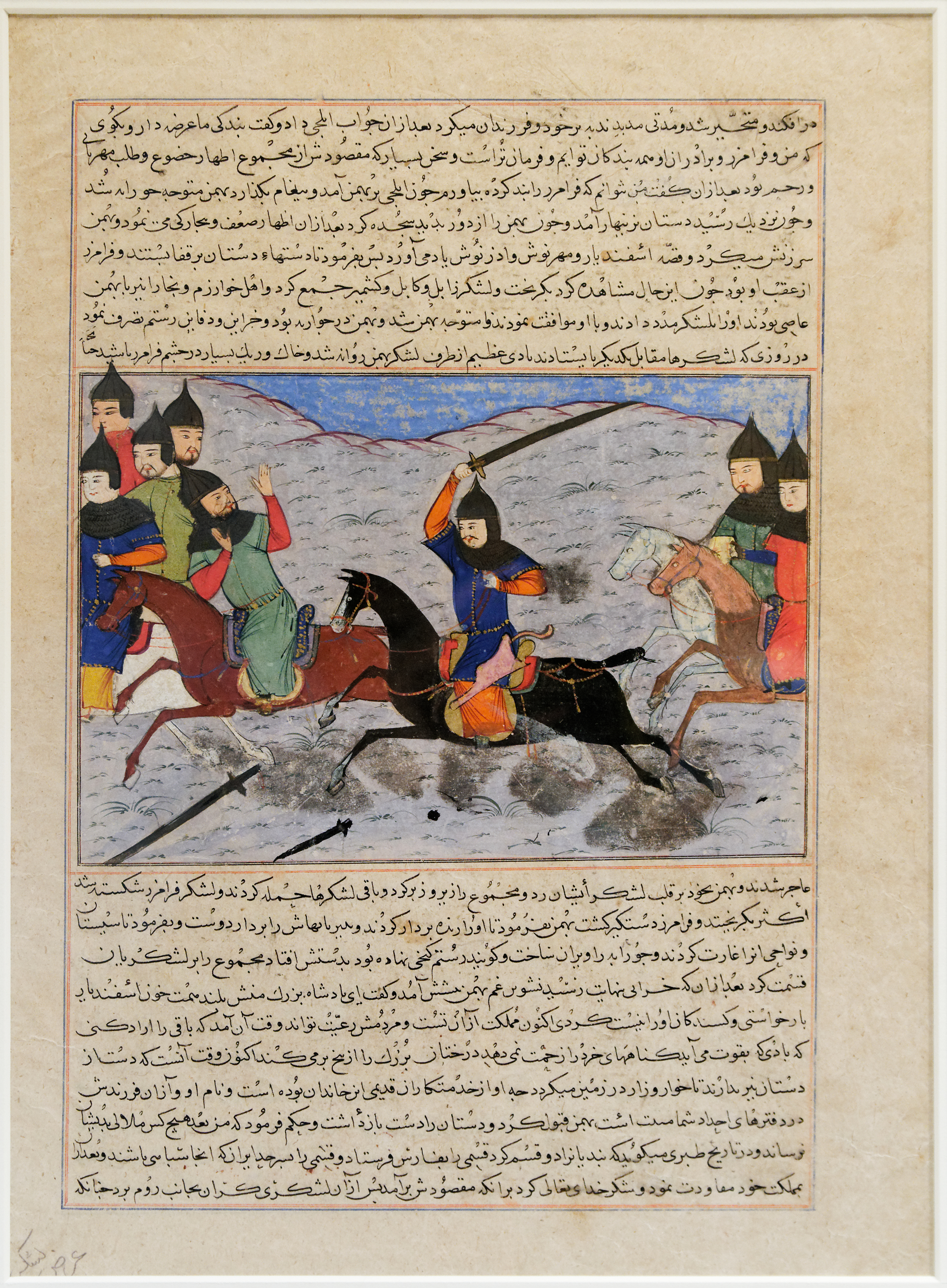
یورش کی‌بهمن به سیستان و شکست فرامرز نگاره‌ای از مجمع التواریخ در هرات متعلق به c. 1425 م. جای نگهداری: موزه متروپولیتن نیویورک

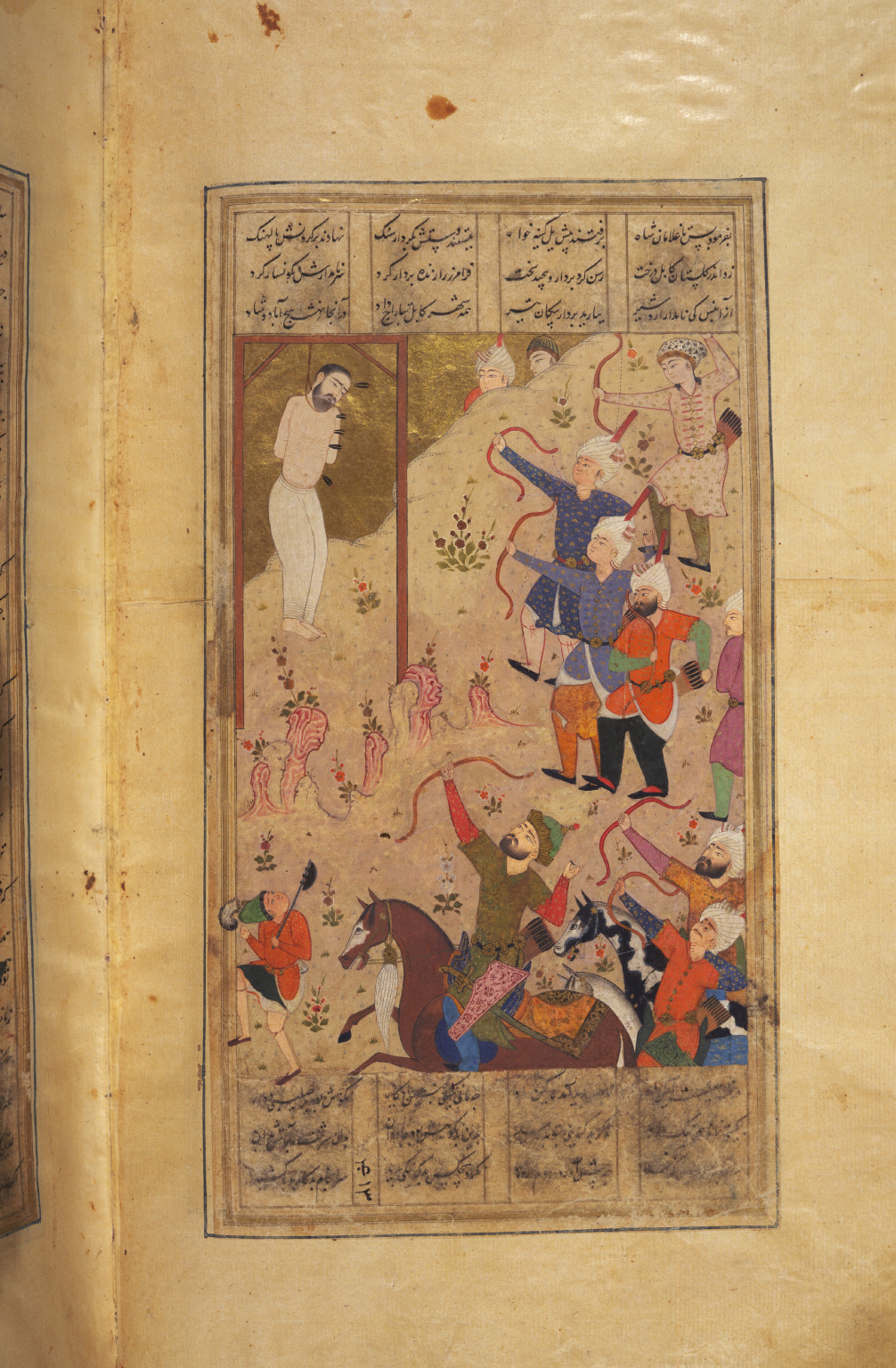
تیرباران شدن فرامرز به‌دست کی‌بهمن در کابل نگاره‌ای از شاهنامهٔ تهماسبی متعلق به ۱۵۴۴ م. (دورهٔ صفوی) جای نگهداری: کتابخانه دانشگاه پرینستون

بار نخست از بهمن در دوران کودکی از زبان مادر بزرگش کتایون ذکری به میان آورده می‌شود، ولی از بدو تولد اسفندیار تا پایان فتح رویین‌دژ سخنی از ازدواج اسفندیار در میان نیست بنابراین او قانوناً همسر یا ملکه‌ای نداشته است. چون اسفندیار قول تاج و تخت را پس از فتح رویین‌دژ از گشتاسپ گرفته بود احساس می‌کرد پدرش خلف وعده کرده است بنابراین صریح موضوع را با پدر در میان گذاشت و گشتاسپ شرطی دیگر آورد و گفت کسب تاج و تخت منوط به آوردن رستم شاه سیستان است چه به میل خود چه کتف بسته. اسفندیار با خانواده که ذکری از نام همسر او نشده با بهمن خردسال یا نوجوان و تنی چند از بزرگان راهی مرز سیستان گشت و بر رود مرزی سراپرده زده.
اینک زمان رساندن پیغام گشتاسپ به رستم است، اسفندیار بهمن جوان را احضار کرده می‌گوید: اکنون ملبس به لباس شاهزادگان شو، سیه (اسب اسفندیار) را زین کن و همچون شاهزادگان نزد رستم درآ و پیغام مرا را مبنی بر بیعت‌ش با گشتاسپ را ابلاغ نما. بدین ترتیب نقش بهمن از همان دوران نوجوانی در عرصه سیاسی آن دوران اینچنین آغاز می‌شود ولی چنانچه مذکور افتاد هیچ سندی دال بر ازدواج اسفندیار یا تولد بهمن در شاهنامه هیچ بحثی در میان نیست. تصاویر مینیاتوری از شاهنامه بهمن را با اسب سیاه نشان می‌دهند که در دوران ساسانیان اسب خسرو پرویز بود:
| بفرمود تا بهمن آمدش پیش       |  | ورا پندها داد ز اندازه بیش |
| بدو گفت اسپ سیه بر نشین       |  | بیارای تن را به دیبای چین  |
| بنه بر سرت افسر خسروی         |  | نگارش همه گوهر پهلوی       |
| بر آنسان که هر کس که بیند ترا |  | ز گردنکشان برگزیند ترا     |

### در نبرد رستم و اسفندیار
اسفندیار در نبرد تن به تن با رستم از پا درآمد ولی پیش از مرگ بهمن را به رستم سپرد و رستم او را به زابل برد تا آیین پهلوانی را به او بیاموزد. اما بهمن پس از رسیدن به سلطنت به خونخواهی اسفندیار از استخر به زابل لشکری کرد. فرامرز از نقشه بهمن آگاه گشت او هم با لشکری بسوی بهمن که از فارس می‌آمد، شتافت. دو لشکر با یکدیگر تلاقی کرده در این پیکار بهمن پیروز شد. آنگاه بهمن، فرامرز را به دار آویخت و سپس او را تیر باران کرد و زال را زندانی کرد سپس با میانجی‌گری پشوتن عمویش، او را از زندان آزاد کرد.
در برخی نوشته‌ها ماجرای فوق به گونه‌ای دیگر آمده است. بر پایهٔ نوشته‌های طبری و ابن‌اثیر. زال، فرامرز و زواره به‌دست بهمن کشته شدند. در بندهشن و بسیاری دیگر از نوشته‌های فارسی و عربی دوران سلطنت بهمن را ۱۱۲ سال نوشته‌اند، ولی در منابع دیگر پادشاهی او را ۸۰ تا ۱۲۰ سال هم نوشته‌اند. همه منابع او را شاهی نیکوکار و درست‌کار نوشته و ستوده‌اند. اهمیتی که در نوشته‌های زرتشتی به پادشاهی بهمن داده شده را می‌توان در بهمن‌یشت دید که دوران پادشاهی شاهان را به شاخه‌های درختی که از هفت آهن ساخته شده‌اند تعبیر کرده است. در این اسناد، دوران پادشاهی گشتاسپ زرّین، دوران بهمن سیمین، دوران پادشاهی اردشیر بابکان برنجی، دوره پادشاهی بلاش اشکانی مِفرغی، دوره بهرام گور قلعی و دوره خسرو انوشیروان را فولادین برشمرده‌اند.

## در منابع فارسی

### درفارس‌نامه
بهمن بن اسفندیار سخت کریم و نیکوسیرت بود و او را اردشیر بهمن دراز دست گفتند به سبب آنکه بسیار ولایت‌ها بگرفت.
مادر بهمن از فرزندان طالوت پیغمبر علیه السلم بوده است و دختری از نژاد رحبعام بن سلیمان علیه السلم زن او بود.
بعضی از اهل تواریخ گفته‌اند که، در کتابی نزد پیغمبر بنی اسراییل یافته‌اند که ایزد عزوجل وحی فرستاد به بهمن که من تو را برگزیدم و مسیحی گردانیدم باید خود را ختنه کنی و شرح کار بندی و بنی اسراییل را نیک بداری و باز به بیت‌المقدس بفرستی و بیت‌المقدس را آبادان گردانی و او همچنین کرد و این توفیق یافت. و نام آن کتاب کورش است.
در زمان بهمن، بخت النصر اصفهبد عراق و شام بود و رسولی نزد بهمن به بیت‌المقدس بود و زعیمی که از جهودان بود آن رسول را بکشت پس بهمن بخت النصر را فرستاد تا انتقام بگیرد و آن زعیم را و خلقی را بکشت. و یکی بود سینا نام، او را بر جهودان گماشت و به او لقب صیدقیا داد. و چون بخت النصر به بابل آمد، صدقیا در بیت‌المقدس خلاف نظر او کرد و عصیان نمود، پس بخت النصر بازگشت و صیدقیا را بگرفت و بیت‌المقدس غارت کرد و جهودان را از بیت‌المقدس آواره گردانید.
چون دوران بخت النصر گذشت، پسری داشت نمرود نام، یک‌چندی به‌جای پدر نشست و بعد از او پسری داشت به‌نام بلت النصر که همچنین منصب پدر داشت اما کار کردن ندانست. و بهمن او را عزل فرمود و به‌جای او کی‌رُش را گماشت و تمکین داد و فرمود تا بنی اسراییل را نیکو دارد و ایشان را به جای خویش بفرستد و هر که را که بنی اسراییل اختیار کنند بر ایشان گمارد. بنی اسراییل دانیال علیه السلم را اختیار کردند.
کی‌رُش را نسب این‌است، کی‌رُش بن احشوارش بن کی‌رُش بن جاماسب بن لهراسب. و مادر کی‌رُش دختر یکی از انبیای بنی اسراییل بود. نام مادر کی‌رُش را اشین گفتند و برادر مادرش او را توریه آموخت و سخت دانا و عاقل بود و بفرمان بهمن بیت‌المقدس را آبادان کرد و هرچه از مال و چهارپایان و اسباب بنی اسراییل که در خزانه بهمن و در خزانه و در دست کسان بخت النصر مانده بود به ایشان برگرداند.

## خاندان کی‌بهمن

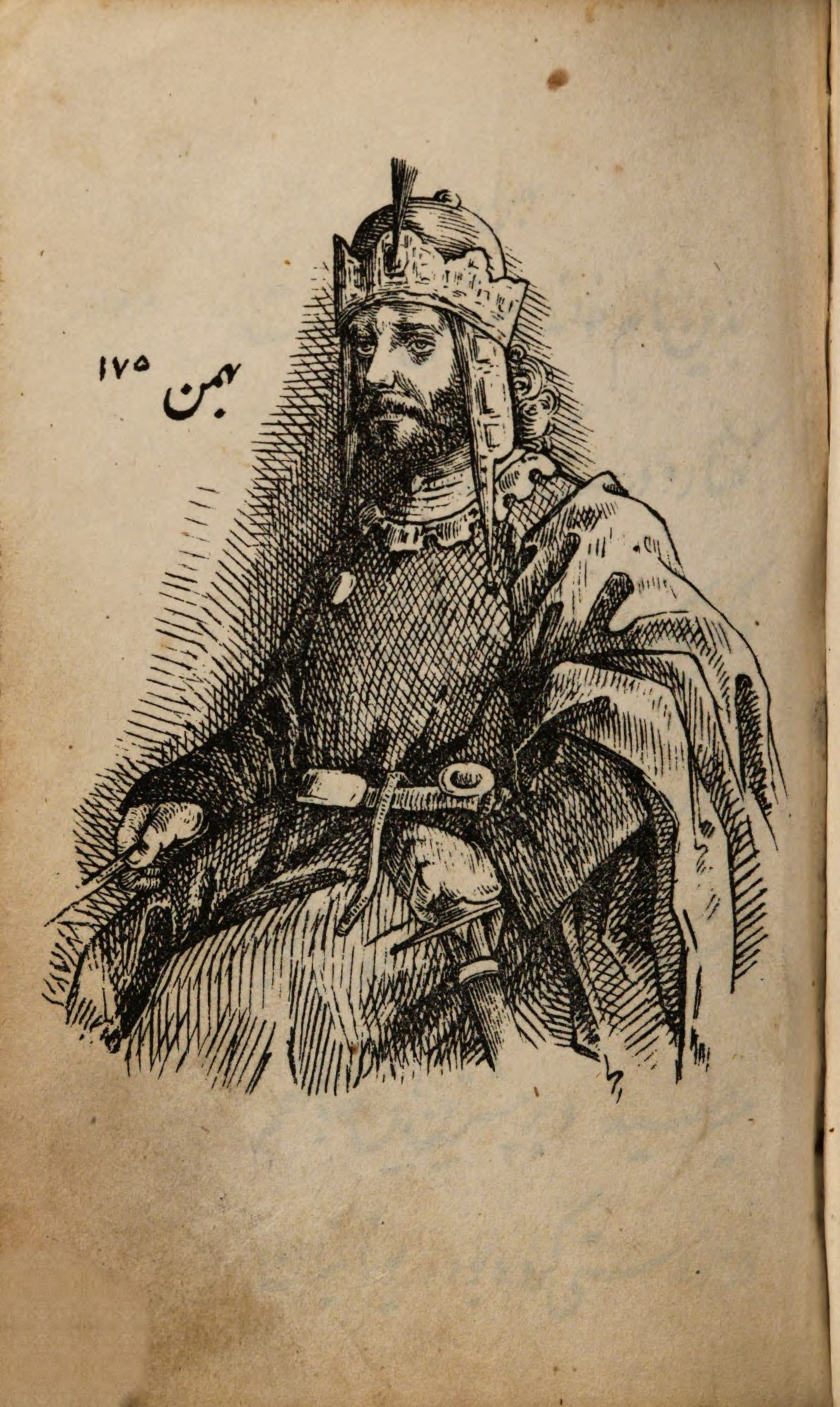
کی‌بهمن اثر عبدالمطلب اسپهانی در نامهٔ خسروان؛ کتابخانه ایالتی باواریا

برخی منابع فارسی و عربی شمار فرزندان بهمن را پنج تن و برخی سه تن نوشته‌اند. به روایت شاهنامه دو پسر به نام‌های دارا و ساسان و سه دختر به نام‌های خُمانی (همای) که دارای عنوان «چهرآزاد» است، در حالی که در بهمن نامه و مجمل التواریخ همای دختر ملک حارث پادشاه مصر و ساسان نیز برادر بهمن است بهمن با همای ازدواج کرد و دارا از او زاده شد. بهمن هنگام در بستر بیماری همای را جانشین خود کرد. در شاهنامه آمده است پسر دیگر بهمن ساسان نام داشت، بهمن از اینکه دخترش را جانشین خود کرده بود، سرخورده شده بود، به نیشابور رفت در آنجا زن دیگر گرفت و آن زن برای بهمن پسری زاد که نام او را ساسان گذاشتند. ساسان دوم که نامش رفت، بر طبق نوشته‌ها، پدربزرگ اردشیر بابکان، بنیان‌گذار شاهنشاهی ساسانی است.
در بخش‌های پسین‌تر شاهنامه داستانی دیگر آمده است که با داستان بالا ناهمسان است، اما با داستانی که در نوشته پهلوی کارنامه اردشیر بابکان آمده یکسان است. بر پایه داستان دوم، پس از مرگ دارا در جنگ با اسکندر، پسر دارا که ساسان نام داشته به هندوستان گریخت و در آنجا زنی گرفت و نوادگان او تا چهار نسل همگی نام ساسان داشتند که نتیجه او، پدر اردشیر بابکان است. بر پایه این داستان، تبار اردشیر با میانجی همای به بهمن می‌رسد، نه با میانجی ساسان که در داستان نخست گفته شده است. در بندهشن و طبری، تبارنامه دیگری از اردشیر بابکان آمده است که تبار او را با میانجی‌های دیگری به بهمن می‌رساند. همچون داستان نخست شاهنامه تبار اردشیر را با میانجی ساسان به بهمن می‌رساند و نه با همای.

## کی‌بهمن و بازشناسی او در پادشاهان هخامنشی

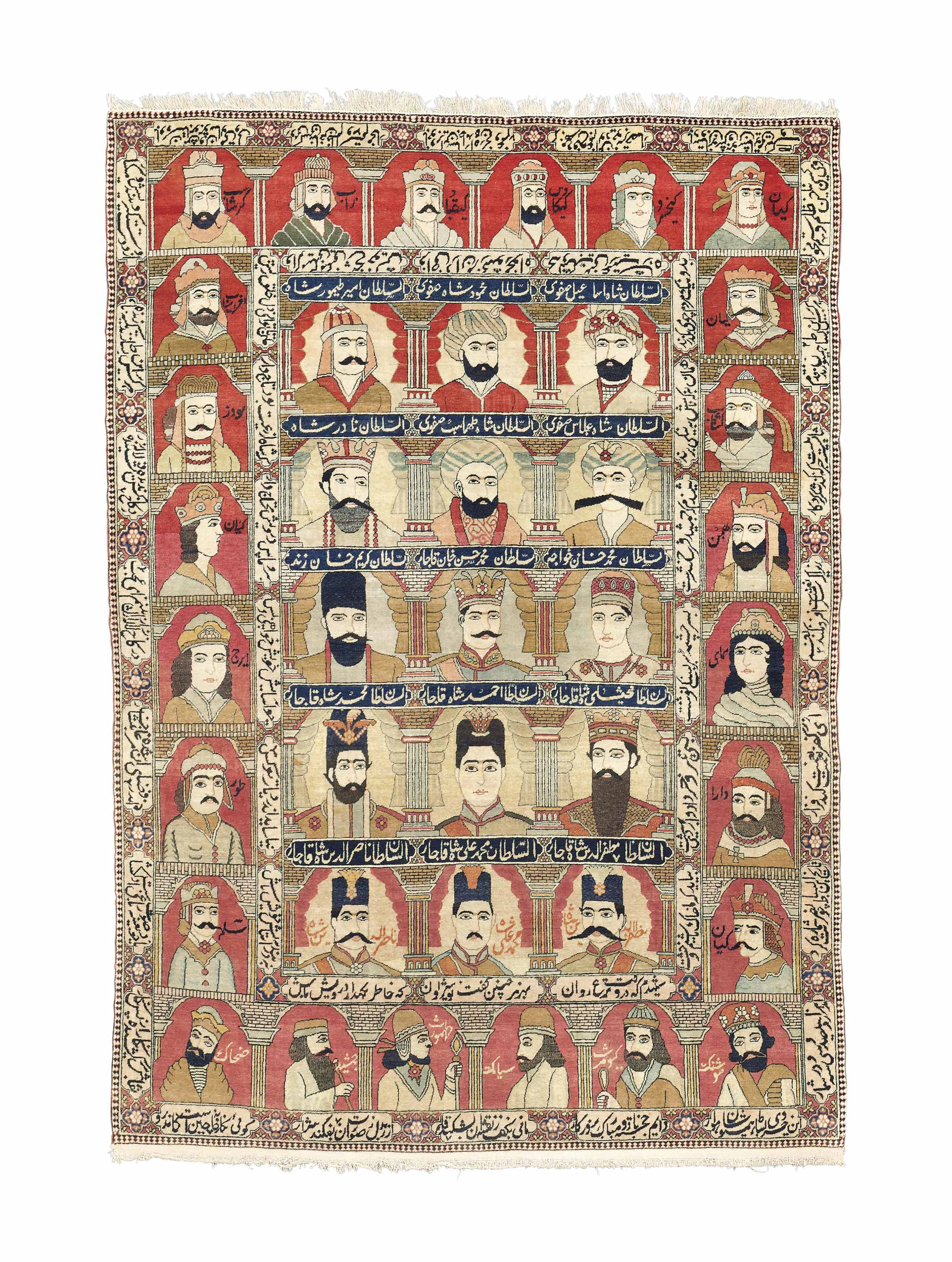
نگارهٔ کی‌بهمن (چپ نگارهٔ شاه عباس بزرگ) در یک فرش کهن کاشانی از دورهٔ قاجاری که دور تا دور آن نقش پادشاهان اسطوره‌ای ایران قرار گرفته‌اند. در میانهٔ آن، نگارهٔ چند تن از شاهان ایران نوین جا داده شده است.

حمزه اصفهانی از کوروش یاد می‌کند و او را با بهمن یکی می‌داند و می‌نویسد که یهودیان می‌پندارند که بهمن به زبان ایشان همان کوروش است. مسعودی نیز می‌نویسد که نام کوروش برای یهودیان شناخته شده بود، ولی ایرانیان او را بهمن می‌نامند. دقیقترین تبارنامه هخامنشیان را ابوریحان بیرونی به دست می‌دهد. او نام‌های کیانی را با نام‌های هخامنشیان برابر دانسته است. بیرونی در اینجا می‌کوشد که کیانیان را به هخامنشیان پیوند دهد و یک تبارنامه دقیق از هخامنشیان تهیه کند.
ابوریحان بیرونی را عقیده بر این است که کی‌قباد پس از اسرحدون سلطنت کرد و کی‌کاووس همان بخت النصر نسل سوم بعد از کی‌قباد است؛ کورِش همان کی‌خسرو است که جانشین کوروش (شناخته شده به عنوان لهراسب) گشته است. به گفته احمدی، بهمن، شخصیت اسطوره‌ای ایرانی، برخی از یادمان‌های تاریخی کوروش را به خود جذب کرده است: گویند وی (=بهمن) در دوران پادشاهی خود باقی‌ماندهٔ بنی‌اسرائیل را از بابل به بیت‌المقدس پس فرستاد؛ و فرمان به‌آباد نمودن بیت‌المقدس داد؛ اسرائیلیان چنین پندارند که بهمن در کتاب‌های اخبار آنها به زبان ایشان، همان کوروش است.
بهمن پسر اسفندیار، شاه کیانی اسطوره ایران است. نام این شاه در اوستا نیامده، ولی به عنوان یکی از پادشاهان در دینکرد، بندهشن و بهمن‌یشت آمده است. منابع مختلفی در عربی، پهلوی و فارسی نو نام او به صورت وهمن (در بندهشن)، بهمن (در شاهنامه فردوسی؛ مروج الذهب مسعودی؛ دینوری)، اردشیر بهمن (در بهمن‌یشت؛ تاریخ طبری؛ تاریخ ابن‌اثیر)، کی‌اردشیر (در حمزه اصفهانی)، کی‌بهمن با لقب درازدست (به عربی: طویل‌الید) آورده‌اند. این لقب (درازدست) برای اردشیر یکم هخامنشی (حکومت ۴۶۵ تا ۴۲۵ پیش از میلادی) در منابع یونانی به صورت Macrocheir و در منابع لاتین به صورت Longimanus مشهور شده است. در منابع مورخینی چون طبری و مسعودی، آمده است که مادرش از بنی اسرائیل با نام کوچک آستوریا (یعنی استر در عهد عتیق) است. طبری و مسعودی و بیشتر دیگر منابع تاریخی (یعنی دینوری و ابن‌بلخی)، به زیر کشیدن بخت‌النصر (نبوکدنضر) و بازگشت فرزندان اسرائیل را به وطنشان را به بهمن نسبت داده‌اند؛ و برخی همچون مسعودی و ابن‌بلخی، اضافه کرده‌اند که بهمن این وظیفه را به کوروش (یعنی کوروش بزرگ) محول کرد تا به سرانجام رساند.